# Mare de Déu del Merli
La Mare de Déu del Merli és una església del municipi d'Alguaire (Segrià) inclosa en l'Inventari del Patrimoni Arquitectònic de Catalunya.

## Descripció
Església gòtica d'una sola nau i capçalera plana, amb dues capelletes afegides posteriorment. L'entrada actual es troba a l'absis originari i als peus de la nau hi ha un afegit de difícil datació.

## Història
Capella prop del poble que va dependre del convent de les monges santjoanistes d'Alguaire. Un cop establertes les monges sanjoanistes al castell, el 1265 s'inicià la construcció o reconstrucció de l'església de la Mare de Déu de Merli, juntament amb la casa dels sacerdots residents, en un indret a prop del nucli d'Alguaire, on sembla que ja hi havia hagut un temple anterior. En les obres, que van finalitzar el 1278, van contribuir diverses institucions eclesiàstiques. Hi ha constància que al juliol de l'any 1296 l'abat de la canònica de Sant Pere d'Àger demanava almoines en favor de la imatge de la Mare de Déu de Merli per a sufragar les obres de la casa dels sacerdots. Amb el trasllat de les monges a Barcelona l'any 1699 només va quedar un sacerdot ermità.